# Лущай, Юрий Владимирович
Юрий Владимирович Лущай (укр. Юрій Володимирович Лущай; 10 февраля 1982, Краматорск, Донецкая область — 28 марта 2024, Ивановское, Донецкая область) — украинский историк, поэт, специалист по Древней Руси,  а также википедист, администратор русской Википедии (ник — Юрий Владимирович Л.), участник обороны Украины от российского вторжения.

## Биография
Родился 10 февраля 1982 года в Краматорске Донецкой области в семье работников Новокраматорского машиностроительного завода.
Ещё со школьных лет интересовался историей. В 2006 году окончил магистратуру исторического факультета Харьковского национального университета. В начале 2010-х годов учился в аспирантуре исторического факультета Харьковского национального педагогического университета, намеревался получить учёную степень кандидата исторических наук. Занимался историческими исследованиями, специализируясь на периоде Древней Руси. изучая всю её территорию - как входящую ныне в состав Украины, так и России и Белоруссии.
Работал преподавателем, продавал канцелярию, работал над историческими материалами, опубликовал 20 научных статей на украинском и русском языках.
Боже, спаси наші душі, бо тіло ніхто не спасе,

У кровавій бій нас посилають, у саме пекло йдемо,

Ніхто з нас навіть не знає, чи в цей раз пронесе,

Або під дощем куль та снарядів загинемо.

Боже, спаси наші душі, бо останні залишились хвилини,

У подиху тільки пам’ять про колишні щасливі дні,

Важко дивитись, коли помирає близька тобі людина,

Але бій ніяк не вщухає і треба до кінця дійти.

Боже, спаси наші душі, та із пекла забери в рай,

Ми за свободу боролись скільки було наших сил,

Українській народе, про нас ніколи не забувай —

Своїми пораненими тілами ми в окопах закрили тил.
Русский перевод:

Боже, спаси наши души, поскольку тело никто не спасёт,

Отправленные на смерть, идём сейчас в самый ад,

Никто из нас не знает, уцелеет ли он сейчас,

Дышим лишь  памятью о счастливых прошедших днях,

Видя лишь смерти близких тебе людей,

Бой с трудом всё равно продолжаем

Боже, спаси наши души, из ада забери в рай

Мы за свободу боролись, сколько у нас хватало сил

Украинский народ, никогда нас не забывай - 

Своими израненными телами мы в окопах закрыли тыл.
Писал стихи на украинском языке: с 1995 года начал писать белые стихи, с 2000 года — рифмованные. С 2018 года начал писать прозаические сказки. В 2023 году Лущай издал сборник собственных стихов.
В 2009 году зарегистрировался в русской Википедии, с 2012 года активный участник и патрулирующий, с 2018 года — администратор. Написал около 300 статей. В 2015, 2017 и 2020 годах избирался в Арбитражный комитет. Ни разу не блокировался. В последний месяц участия в Википедии находился на 122 месте среди участников русскоязычного раздела по количеству правок. Последнюю правку в Википедии сделал за три дня до своей гибели.

### Военная служба
6 апреля 2022 года, после начала полномасштабного вторжения России на Украину, Лущай вместе со своей семьёй переехал в поселок Великие Лучки Мукачевского района Закарпатской области.
Долго не мог попасть в Вооруженные силы Украины, получал отказ в военкомате. 30 января 2023 года вступил в ряды ВСУ. Сражался в Нью-Йорке возле Горловки, под Андреевкой, Клещиевкой, Бахмутом, в Константиновке. В июне 2023 года получил звание старшего солдата. Занимал должность стрелка.

### Смерть
С 28 марта 2024 года считался пропавшим без вести. Погиб вблизи села Ивановское Бахмутского района Донецкой области во время российского массового обстрела. Похоронен 10 апреля 2024 года в селе Великие Лучки.

## Оценки
Литературный критик Дмитрий Кузьмин после смерти Лущая назвал его «наиболее значительным деятелем русской культуры, погибшим на российско-украинской войне», сославшись на его вклад в русский раздел Википедии.

## Научные труды
- Витоки українського козацтва: Пошук зв’язків із слов’янами // Збірник наукових праць Харківського національного педагогічного університету ім. Г. С. Сковороди. Серія «Історія та географія». — Харків: Планета-Прінт, 2009. — Вип. 35. — С. 15—20.
- Сведения польских хронистов о начальном периоде истории Руси: Источнико-генеалогические очерки // Генеалогия. — 2010. — Вып. 13. — С. 131—146.
- Религиозные связи Византийской империи с Первым Болгарским царством в первой половине IX — начале XI в. // История и жизнь. — 2010. — Вып. 2. — С. 152—185.
- Русь у IX столітті за даними Длугоша і Стрийковського // Християнізаційні впливи в Київській Русі за часів князя Оскольда: 1150 років: Матеріали міжнародної наукової конференції. 19-20 листопада 2010 року, м. Чернігів. — Луцьк: Терен, 2011. — С. 188—199.
- Братчина на Русі за даними Марка Поло // Збірник наукових праць Харківського національного педагогічного університету ім. Г. С. Сковороди. Серія «Історія та географія». — Харків: Колегіум, 2013. — Вип. 49. — С. 58—63.
- Давньоруська істьба за відомостями історичних джерел X—XIV століття // Актуальні проблеми вітчизняної та всесвітньої історії. — Харків: Харківський національний університет ім. В. Н. Каразіна, 2014. — Вип. 17. — С. 23—30.
- Міста Володимиро-Суздальської Русі за відомостями західноєвропейських джерел XIII—XV століття // Збірник наукових праць Харківського національного педагогічного університету ім. Г. С. Сковороди. Серія «Історія та географія». — Харків: Колегіум, 2014. — Вип. 50. — С. 254—259.
- Псков та його населення за відомостями західноєвропейських джерел XIII—XV століття // Наукові записки Тернопільського національного педагогічного університету ім. В. Гнатюка. Серія «Історія». — Тернопіль: ТНПУ ім. В. Гнатюка, 2014. — Вип. 2. Ч. 2. — С. 193—199.
- Лексические заимствования из славянских языков в западноевропейских источниках XIII—XV вв. // Русин. — 2015. — Вып. 1 (39). — 214—228.
- Продаж дітей та самопродаж на Русі у XI—XV ст. // Гуманітарний журнал. — 2015. — № 1—2. — С. 99—102.
- Влада Новгорода на початку XV століття по відомостям щоденника Жильбера де Ланноа // Збірник наукових праць Харківського національного педагогічного університету ім. Г. С. Сковороди. Серія «Історія та географія». — Харків: Колегіум, 2015. — Вип. 52. — С. 109—114.
- Древнерусская братчина по сведениям Марко Поло // Valla. — 2015. — Т. 1. № 6. — С. 13—22.
- Древнерусская истьба по сведениям исторических источников X—XIV вв. // Valla. — 2016. — Т. 2. № 2. — С. 10—17.
- Вопрос о дате основания города Суздаль // Вестник Удмуртского университета. Серия История и филология. — 2016. — Т. 26, вып. 4. — С. 147—151.
- Релігійні уявлення західноєвропейських авторів XIII—XIV ст. про Північну Русь // Наукові записки Тернопільського національного педагогічного університету імені Володимира Гнатюка. Серія Історія. — Тернопіль: ТНПУ ім. В. Гнатюка, 2016. — Вип. 2. Ч. 2. — С. 100—105.
- Релігійні уявлення західноєвропейських авторів XV ст. про Північну Русь // Збірник наукових праць Харківського національного педагогічного університету ім. Г. С. Сковороди. Серія «Історія та географія». — Харків: Колегіум, 2016. — Вип. 53. — С. 172—179.
- Северорусские реки в западноевропейских позднесредневековых источниках // Valla. — 2017. — Т. 3. № 4. — С. 1—8.
- Сведения о Новгороде в западноевропейских средневековых источниках // Novogardia. — 2020. — № 1 (5). — С. 163—210.
- Угорська Русь // Енциклопедія історії України. Додатковий том. — К.: Наукова думка, 2021. — Кн. 1. А—Я. — С. 615.
- Датировка грамот № 91 и 112 по пожалованию и размежеванию земель в Новгороде // Государства Центральной и Восточной Европы в исторической перспективе: сборник научных статей. — Пинск: ПолесГУ, 2022. — Вып. 6. — С. 128—130.
- Русь на сторінках книги Марко Поло // Сіверянський літопис. — 2024. — № 1. — С. 5—17.